# Кузьмин, Анатолий Арсеньевич
Анато́лий Арсе́ньевич Кузьми́н (18 (30) ноября 1859 — после 1912) — земский начальник, председатель уездного съезда, депутат III Государственной думы от Вологодской губернии (1907—1912). В Думе был членом фракции правых, входил в комиссии по местному самоуправлению, по судебным реформам и в крестьянскую комиссию.

## Биография
Анатолий Кузьмин родился 18 (30) ноября 1859 года в семье потомственного дворянина, мирового посредника первого созыва. Анатолий окончил Вологодскую гимназию, после чего поступил на физико-математический факультет Петербургского университета.
С 1886 года Кузьмин служил чиновником по особым поручениям при вологодском губернаторе С. Ф. Хоминском. С 1887 по 1896 год он состоял (был трижды избран) участковым мировым судьёй Вылимотского округа Олонецкой губернии, а затем четыре года, с 1894 по 1898 год был земским начальником в Каргопольском уезде той же губернии.
С 1898 по 1907 год Кузьмин работал председателем Тотемского уездного съезда. Кроме того он был избран гласным Тотемской городской думы. В этот период Анатолий Кузьмин состоял также членом уездного училищного совета, попечительского совета Мариинской женской гимназии, был директором Тотемского тюремного отделения, председателем попечительства детских приютов, а также занимал аналогичный пост в уездной землеустроительной комиссии.

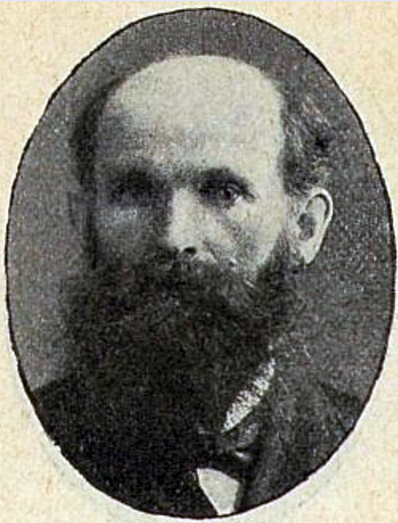
А. А. Кузьмин в 1909 году

«Во внимание полезной деятельности и заслуг, оказанных Тотемскому уездному земству» в зале заседаний земского собрания был установлен портрет Кузьмина. Аналогично, по оставлении им должности председателя Тотемского уездного съезда, в канцелярии съезда был помещён его портрет. Годовое жалованье Кузьмина в 1907 году составляло 2500 рублей. Кроме того, он был домовладельцем: его дом в Тотьме был оценён в 1500 рублей. 19 октября 1907 года беспартийный надворный советник А. Кузьмин был избран в Третью Государственную думу Российской империи от первого и второго съездов городских избирателей Вологодской губернии.
В III Думе Анатолий Арсеньевич примкнул к консерваторам — вошёл во фракцию правых. Стал членом трёх думских комиссий: по местному самоуправлению, по судебным реформам («судебной реформы») и комиссии для выработки законопроекта об изменениях действующего законодательства о крестьянах («крестьянской»). Известен всего один законопроект, подписанный Кузьминым: «О выдаче крестьянам пособий при переселении на отрубные участки» (см. Столыпинская аграрная реформа). Дальнейшая, «последумская» судьба Анатолия Арсеньевича Кузьмина на сегодняшний день неизвестна.

## Семья
По состоянию на 1907 год Анатолий Кузьмин состоял в официальном браке.